# Geraldo Rivera
Geraldo Rivera   (Brooklyn, 4 de juliol de 1943) és un advocat, periodista, escriptor i presentador de televisió nord-americà. Va ser el presentador del seu propi programa d'entrevistes, Geraldo, entre els anys 1987 i 1998. Va guanyar popularitat amb l'especial de televisió en directe The Mystery of Al Capone's Vaults. Rivera va ser el presentador del programa de notícies Geraldo at Large, presentador del programa Geraldo Rivera Reports (en lloc de presentar Geraldo at Large) i també apareix regularment en programes del canal informatiu Fox News, com The Five entre d'altres.

## Primers anys
Rivera va néixer al Beth Israel Medical Center de la Ciutat de Nova York. Fill de Lillian (amb cognom de soltera, Friedman; 16 d'octubre de 1924 - 3 de juny de 2018) i Cruz "Allen" Rivera (1 d'octubre de 1915 - novembre de 1987.) El pare de Rivera era catòlic portorriqueny i la seva mare era descendent de jueus russos Asquenazites. Va ser criat "principalment com a jueu", pel que va tenir una cerimònia Bar Mitzvah. Va créixer a Brooklyn i al West Babylon on va assistir a la West Babylon High School. La família de Rivera era de vegades sotmesa a prejudicis i racisme, per la qual cosa van decidir escriure el seu cognom com "Riviera" per evitar la mirada del racisme.
Des de setembre de 1961 al maig de 1963 va assistir a l'State University of New York Maritime College, on va ser membre de l'equip de rem. L'any 1965 es va graduar a la Universitat d'Arizona amb una llicenciatura en administració d'empreses, a l'hora que era el porter de l'equip de lacrosse. Després d'una breu carrera a les forces d'ordre públic, on va treballar com a investigador al New York City Police Department, Rivera es va matricular a la Brooklyn Law School l'any 1966, on va rebre el títol de Doctor l'any 1969, sent dels millors de la seva promoció. Després de graduar-se va rebre la beca Reginald Heber Smith en dret social de la University of Pennsylvania Law School l'estiu de 1969, just abans de ser admès al New York State Bar al final d'aquell mateix any.
Després de treballar amb organitzacions com la Community Action for Legal Services, amb seu a Manhattan, i el National Lawyers Guild, Rivera es va convertir en defensor habitual del grup d'activistes portorriquenys Young Lords, fet que va precipitar la seva entrada a la pràctica privada. Aquesta tasca va cridar l'atenció del director de notícies de la cadena WABC-TV, Al Cosí, quan Rivera va ser entrevistat sobre l'ocupació per part del grup d'una església de l'Est de Harlem l'any 1969. Cosí va oferir a Rivera una feina com a reporter, però no estava satisfet amb el nom de pila "Gerald", així que van acordar utilitzar la forma utilitzada per part de la família portorriquenya de Rivera: Geraldo. A causa de la seva falta d'experiència periodística l'American Broadcasting Company (ABC) va propiciar que Rivera estudiés amb Fred Friendly al Summer Program in Journalism for Members of Minority Groups, finançat per la Fundació Ford, a la Columbia University Graduate School of Journalism l'any 1970.

## Carrera professional

### Etapes inicials
L'any 1970 la WABC-TV va contractar Rivera com a reporter pel programa Eyewitness News. L'any 1972 va cridar l'atenció i va rebre un Premi Peabody pel seu reportatge sobre la negligència i abús de pacients amb capacitats intel·lectuals especials a la Staten Island's Willowbrook State School. Va començar a aparèixer en programes nacionals de la cadena ABC, com ara 20/20 i Nightline. Després que John Lennon veiés el reportatge de Rivera sobre els pacients de Willowbrook, ell i Rivera van organitzar, el 30 d'agost de 1972, un concert benèfic sota el nom de One to One, al Madison Square Garden de Nova York. Yoko Ono el va publicar pòstumament l'any 1986 sota el títol Live in New York City.

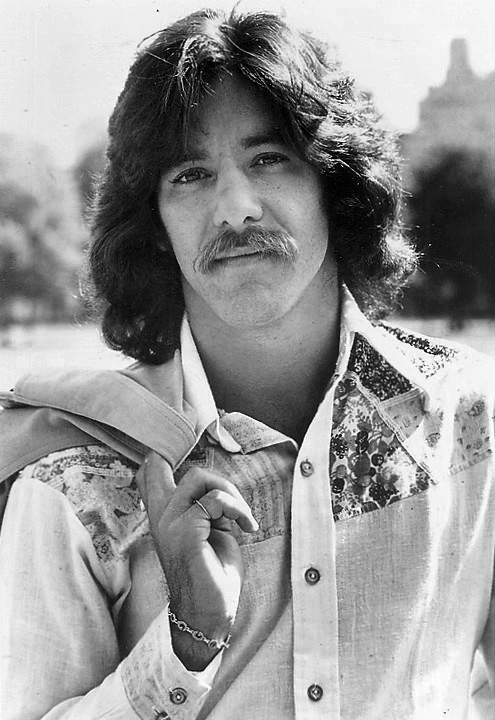
Rivera a mitjan dècada dels setanta

El juliol de 1973 Rivera va gravar l'episodi pilot de Good Night America, un programa de notícies del qual en va ser presentador i productor executiu. La seva emissió semi-regular va durar des de l'abril de 1974 fins al juny de 1977, com a part del programa Wide World of Entertainment de l'ABC. El programa va incloure com a tema "It Don't Come Easy" de Ringo Starr. Good Night America va abordar temes controvertits de l'època, com ara l'ús del cànnabis o els objectors i insubmisos de la Guerra del Vietnam. Un episodi del programa de l'any 1975, amb Dick Gregory i Robert J. Groden, mostrava per primera vegada a nivell nacional la històrica pel·lícula de Zapruder.
El 19 de maig de 1983 Rivera va parlar, per primera vegada, del Sida amb aquest nom en una televisió dels Estats Units (anteriorment s'havien utilitzat altres noms, ja que la malaltia era poc coneguda en aquell moment.) En el programa 20/20, va entrevistar al dissenyador d'il·luminació novayorquès Ken Ramsauer. Ramsauer va morir als 27 anys, quatre dies després. Rivera va pronunciar un elogi commemoratiu a la cerimònia celebrada al Central Park.
A l'octubre de 1985 l'executiu d'ABC Roone Arledge, es va negar a emetre un reportatge fet per Sylvia Chase pel programa 20/20, sobre la relació entre Marilyn Monroe i John i Robert Kennedy. Rivera va criticar públicament la integritat periodística d'Arledge, assenyalant que la seva amistat amb la Família Kennedy (per exemple, Pierre Salinger, un ex-asesor dels Kennedy, treballava per ABC News en aquell moment) havia fet que vetés la notícia. Com a resultat, Rivera va ser acomiadat.
L'abril del 1986, Rivera va presentar el programa d'emissió nacional The Mystery of Al Capone's Vaults, una desafortunada aventura televisiva en la que Rivera explorava el suposat lloc on es trobava el tresor amagat d'Al Capone, les voltes de l'antic hotel Lexington de Chicago. Rivera va transmetre en directe l'excavació. L'espectacle va rebre una forta promoció. Finalment, les voltes només contenien unes quantes ampolles trencades. En una entrevista feta l'any 2016 pel Chicago Tribune, Rivera va comentar: "Era un programa de perfil increïblement elevat, potser el programa de més alt perfil amb el qual he estat mai vinculat".

### Entrevistes, presentacions especials i aparicions com a convidat
L'any 1987 Rivera va començar a produir i presentar el programa de tertúlia Geraldo, que es va emetre durant 11 anys. El programa presentava convidats polèmics, fet que va provocar que la revista Newsweek i dos senadors el titllessin de telebrossa. En un programa emès el 1988, Rivera es va trencar el nas en una baralla entre els convidats dels quals hi havia supremacistes blancs, skinheads antirracistes, l'activista negre Roy Innis i militants activistes jueus.
Entre el 1994 i el 2001 Rivera va presentar Rivera Live, un programa nocturn de notícies i entrevistes de la cadena CNBC.
L'any 2009, Rivera va prestar la seva veu a la sèrie Phineas and Ferb, concretament en un episodi titulat Phineas and Ferb Get Busted! interpretant el reporter Morty Williams.

### De Fox News a l'actualitat

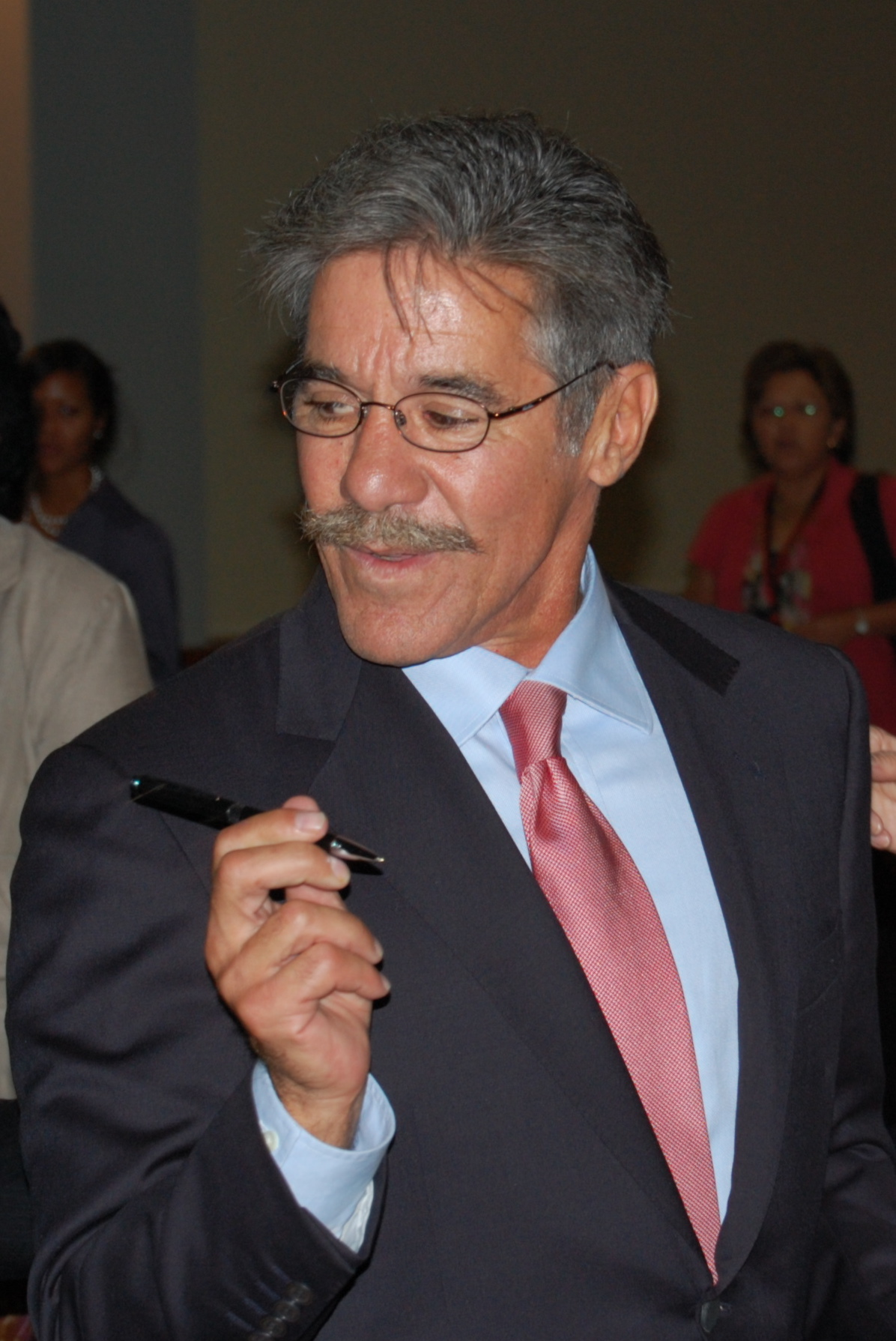
Geraldo Rivera després de pronunciar la conferència principal a la Congressional Hispanic Caucus Institute's 2008 Public Policy Conference.

Rivera va deixar la CNBC el novembre del 2001, dos mesos després dels atacs terroristes de l'11 de setembre, per convertir-se en corresponsal de guerra de Fox News. Craig, el germà de Rivera, el va acompanyar com a càmera a l'Afganistan.
El 2001, durant la guerra a l'Afganistan, Rivera va ser ridiculitzat per un reportatge en què afirmava estar al lloc d'un incident amb foc amic. Més tard es va saber que en realitat estava a 300 milles de distància. Rivera va culpar a l'escàndol a un malentès.
Un nou escàndol va sorgir l'any 2003, mentre Rivera viatjava amb la 101a Divisió Aerotransportada a l'Iraq. Durant una transmissió de Fox News, Rivera va començar a revelar detalls d'una operació militar que s'havia de portar a terme properament, arribant a dibuixar un mapa a la sorra per al seu públic. Els militars van emetre immediatament una denúncia per les seves accions, dient que posava en risc l'operació. Rivera va ser expulsat de l'Iraq. Dos dies després, va anunciar que informaria sobre la guerra de l'Iraq des de Kuwait.
El 2005 el diari The New York Times va denunciar Rivera per haber apartat un membre d'un equip de rescat per tal de ser enregistrat "ajudant" a una dona en cadira de rodes a baixar unes escales, els dies posteriors als desastres provocats per l'huracà Katrina. La controversia va provocar que Rivera aparegués a la televisió exigint al diari que es retractés. A més, va amenaçar amb demandar-lo. El Times va reconèixer més tard que Rivera no havia apartar ningú.
El 2007 Geraldo va estar implicat en una disputa amb la seva companya de la Fox Michelle Malkin. Malkin va anunciar que no tornaria al programa O'Reilly Factor, reclamant que Fox News havia gestionat malament una discussió referent a unes declaracions despectives que Rivera havia fet sobre ella en una entrevista al diari Boston Globe. Rivera, tot i oposar-se a les seves opinions sobre la immigració, va dir: "Michelle Malkin és la més vil i odiosa comentarista que mai hagi conegut. De fet ella creu que els veïns haurien de començar a delatar als seus veïns i hauríem d'estar deportant persones." Va afegir, "és bo que ella estigui a Whashington DC i jo a Nova York. Li escopiria si la veiés". Rivera més tard es va disculpar pels seus comentaris.
El 2008 es va publicar el seu llibre "His Panic: Why Americans Fear Hispanics in the U.S.".
El 3 de gener de 2012, Rivera va començar a presentar un programa de radio a l'emissora WABC de Nova York. El 30 de gener de 2012, Rivera també va començar a emetre un programa entre setmana a l'emissora KABC de Los Angeles.
Arrel de l'assassinat de Trayvon Martin el 23 de març de 2012, Rivera va fer repetits comentaris sobre la dessuadora amb caputxa que Martin portava i sobre com aquesta es relacionava amb la seva mort a trets, afirmant específicament que Martin no hauria estat assassinat si no l'hagués portat. Rivera es va disculpar per si els seus comentaris havien ofès a algú. El seu fill Gabriel va dir que n'estava avergonyit. Algunes persones van trobar que les seves disculpes eren absurdes, entre d'altres Russell Simmons, amic de tota la vida de Rivera. Més tard Rivera també es va disculpar amb els pares de Trayvon Martin.
Rivera presenta el programa de notícies Geraldo at Large i apareix regularment a Fox News Channel. El 13 de novembre de 2015, va revelar a Fox News que la seva filla, Simone Cruickshank, es trobava a l'Estadi de França quan es van produir els atemptats de París del 13 i 14 de novembre de 2015. La seva filla i els seus amics varen tornar a casa sans i estalvis.
Va continuar presentant un programa de ràdio a l'emissora WABC fins que, el novembre de 2015, un canvi en la direcció de l'empresa matriu, Cumulus Media, va provocar que el seu contracte no es renovés. Geraldo va demandar Cumulus Media, ja que considerava que es feia enrere d'un acord de confiança entre ell, l'anterior president Lew Dickey i el vicepresident executiu John Dickey.
Rivera va participar en la temporada 22 del programa Dancing with the Stars, fent parella amb la ballarina professional Edyta Śliwińska. Rivera i Śliwińska van ser la primera parella eliminada de la competició. L'any 2017, Rivera va defensar Matt Lauer, que havia estat acomiadat per NBC després d'al·legar un comportament sexual inadequat, dient: "Les notícies són un negoci de flirteig". Es va disculpar després de rebre fortes crítiques. Part de la polèmica venia del seu llibre "Exposing Myself", publicat l'any 1992, en el que presumia de la seva activa vida social als anys seixanta i setanta. En una entrevista de 1991 amb Barbara Walters, l'actriu Bette Midler va acusar Rivera i a un dels seus productors d'haver-la drogat i tocat a principis dels anys setanta. L'acusació va ressorgir l'any 2017 durant el moviment #MeToo. Rivera va emetre un comunicat el novembre de 2017 afirmant que tenia un record diferent dels fets i es va disculpar per l'incident.
Kendrick Lamar va esmentar Rivera a la cançó "Yah" del seu quart disc d’estudi "Damn", publicat el 2017. Rivera, va criticar l'actuació de Lamar BET Awards de l'any 2015. El tema que obre el disc, "Blood", també inclou comentaris negatius de Rivera sobre Lamar.
El 22 de setembre de 2018 l'emissora WTAM a Cleveland va anunciar un nou programa diari presentat per Rivera, Geraldo in Cleveland, a més d'un podcast setmanal a l'aplicació iHeartRadio.
El 13 de març de 2020, en el programa Fox & Friends que discutia sobre la pandèmia del coronavirus, Rivera va afirmar: "Si no podeu aguantar la respiració durant 10 segons. Tothom ho hauria de fer. Mantingueu la respiració durant 10 segons. Si podeu mantenir la respiració durant 10 segons, no teniu aquesta malaltia". La falsa afirmació va ser desmentida per experts mèdics.
El 6 de setembre de 2020, Fox News va presentar un programa especial d'una hora, I Am Geraldo, sobre la carrera televisiva de Rivera. El programa començava amb els reconeixements del president dels Estats Units Donald Trump.

## Llibres publicats
- Rivera, Geraldo (1972). Willowbrook: A report on how it is and why it doesn't have to be that way. New York: Vintage Books. ISBN 0-394-71844-5.
- Rivera, Geraldo (1973). Miguel Robles—So Far. San Diego: Harcourt Brace Jovanovich. ISBN 0-15-253900-X.
- Rivera, Geraldo (1973). Puerto Rico: Island of Contrasts, pictures by William Negron. Parents Magazine Press. ISBN 0-8193-0683-5.
- Rivera, Geraldo (1977). A Special Kind of Courage: Profiles of young Americans. New York: Bantam Books. ISBN 0-553-10501-9.
- Rivera, Geraldo (1992). Exposing Myself. London: Bantam. ISBN 0-553-29874-7.
- Rivera, Geraldo (2008). HisPanic: Why Americans fear Hispanics in the U. S. New York: Celebra. ISBN 978-0-451-22414-9.
- Rivera, Geraldo (2009). The Great Progression: How Hispanics Will Lead America to a New Era of Prosperity. New York: New American Library. ISBN 978-0-451-22881-9.
- Rivera, Geraldo (2018). The Geraldo Show, A Memoir. Texas: Benbella Books. ISBN 9781944648909.